# Betlehem
Betlehem (בית לחם) è un film del 2013 diretto da Yuval Adler.

## Trama
Ambientato durante la seconda Intifada, il film racconta la storia di Razi, agente dello Shin Bet, e di Sanfur, ragazzo palestinese che collabora con gli israeliani. Lo Shin Bet cerca di usare Sanfur per stanare il fratello di questi, terrorista affiliato alla Brigata dei martiri di al-Aqsa.

## Curiosità
I principali attori del film sono tutti non professionisti, e anche il regista Yuval Adler debutta con Betlehem.